# Saison 4 de Gossip Girl
Chronologie
Saison 3 Saison 5
Cet article présente la quatrième saison de la série télévisée Gossip Girl.

## Distribution

### Acteurs principaux
- Blake Lively (VF : Élisabeth Ventura) : Serena Van Der Woodsen alias S.
- Leighton Meester (VF : Laëtitia Godès) : Blair Waldorf alias B.
- Penn Badgley (VF : Anatole de Bodinat) : Dan Humphrey alias D., le « Garçon solitaire » ou « Humphrey »
- Taylor Momsen (VF : Camille Donda) : Jenny Humphrey alias J. ou « Petite Jenny » (épisodes 6, 8 à 10)
- Chace Crawford (VF : Rémi Bichet) : Nathaniel « Nate » Archibald alias N.
- Ed Westwick (VF : Nessym Guetat) : Charles « Chuck » Bass alias C.
- Jessica Szohr (VF : Laëtitia Laburthe) : Vanessa Abrams alias V. (épisodes 1 à 10, 16 à 22)
- Kelly Rutherford (VF : Céline Duhamel) : Lilian « Lily » Van Der Woodsen
- Matthew Settle (VF : Emmanuel Gradi) : Rufus Humphrey
- Kristen Bell (VF : Chloé Berthier) : Gossip Girl (voix off)

### Acteurs récurrents
- Michelle Trachtenberg (VF : Chantal Macé) : Georgina Sparks
- Zuzanna Szadkowski (VF : Dorothée Jemma) : Dorota Kishlovsky
- Margaret Colin (VF : Annie Sinigalia) : Eleanor Waldorf-Rose
- Connor Paolo (VF : Gwenaël Sommier) : Eric van der Woodsen alias E.
- Amanda Setton (VF : Marie Giraudon) : Penelope Shafai
- Francie Swift (VF : Catherine Cyler) : Anne Archibald-Vanderbuilt
- Sam Robards (VF : Bernard Lanneau) : Howard Archibald alias « Le Capitaine »
- Kevin Zegers (VF : Guillaume Lebon) : Damian Daalgard
- Hugo Becker (VF : lui-même) : Louis Grimaldi
- David Call VF : Bertrand Nadler) : Ben Donovan
- Michael Boatman (VF : Thierry Kazazian) : Russell Thorpe (saison 4)
- Tika Sumpter (VF : Caroline Sahuquet) : Raina Thorpe (saison 4)
- Clémence Poésy (VF : elle-même) : Eva Coupeau[1] (épisodes 1 à 4)
- Katie Cassidy (VF : Olivia Nicosia) : Juliet Sharp[2] (épisodes 1 à 11)
- Sam Page : (VF : Charles Pestel) Colin Forrester[3] (épisodes 5 à 8)
- William Baldwin (VF : Xavier Fagnon) : William Van Der Woodsen[4] (épisodes 17 et 18)
- Kaylee Defer (VF : Caroline Pascal) : Charlie Rhodes / Ivy Dickens[5] (dès l'épisode 18)
- Sheila Kelley (VF : Marjorie Frantz) : Carol Rhodes, sœur de Lily[6] (épisodes 18 et 22)

## Tournage
Les deux premiers épisodes ont été tournés au début juillet 2010 à Paris.

## Liste des épisodes

### Épisode 1:Belles de Jour
- États-Unis : 13 septembre 2010
- Québec : 30 août 2011 sur VRAK.TV
- France : 2 janvier 2012 sur TF6
- Belgique : 9 septembre 2012 sur La Deux[8]

- États-Unis : 1,83 million de téléspectateurs[9] (première diffusion)

- Hugo Becker (Louis Vonvoyer)
- Katie Cassidy (Juliet Sharp)
- Margaret Colin (Eleanor Waldorf)
- Lou Doillon (elle-même)
- Clémence Poésy (Eva)
- Michelle Trachtenberg (Georgina Sparks)
- Karlie Kloss (Elle-même)

Blair fait la connaissance à Paris d'un homme, Louis, dans le Musée d'Orsay et le prend pour un Grimaldi. Cependant, ce dernier dit être le chauffeur de Jean-Michel Grimaldi, qu'il présente à Serena, et tous les quatre dînent ensuite au restaurant. Lorsque Blair apprend de sa mère que Serena ira également à l'université Columbia, Blair quitte le restaurant. Elle lui avoue plus tard qu'elle ne souhaite plus vivre dans son ombre. Après avoir poussé Serena dans la fontaine, Blair retourne au restaurant. Serena fait de même et demande à Jean-Michel de la raccompagner. Louis révèle ensuite la vérité ; Jean-Michel est son chauffeur et lui est bien un Grimaldi.
À New York, Dan vit avec Georgina et leur fils, Milo. Lily organise la Fashion Night avec Eleanor. Georgina s'y rend et présente Milo à Rufus. Elle montre également un test de paternité prouvant que Dan est le père. Dan reconnaît alors l'enfant comme son fils. Le lendemain, Georgina prend ses valises et part en week-end (en laissant un post-it disant qu'elle est au spa) pendant que Dan dort encore.
De son côté, Nate fait la connaissance de Juliet Sharp, qu'il a retrouvé plus tard à la Fashion Night. Cependant, cette rencontre semble avoir été calculée par Juliet qui possède de nombreux articles et photos sur Nate, Serena, Blair, Chuck ou encore Jenny provenant du site de Gossip Girl, accrochés sur un mur.

### Épisode 2:Quitte ou double
- États-Unis : 20 septembre 2010
- Québec : 6 septembre 2011 sur VRAK.TV
- France : 3 janvier 2012 sur TF6
- Belgique : 16 septembre 2012 sur La Deux[8]

- États-Unis : 1,84 million de téléspectateurs[10] (première diffusion)

- Hugo Becker (Louis Vonvoyer)
- Katie Cassidy (Juliet Sharp)
- Ronald Guttman (l'inspecteur)
- Clémence Poésy (Eva)

Un corps a été trouvé dans la Seine avec les papiers d'identité de Chuck et Serena doit l'identifier à la morgue. Chuck est cependant aperçu dans la rue par Blair, alors qu'il se rendait à son travail, un bistro tenu par l'oncle d'Eva. Serena parvient alors à retrouver Chuck tandis que ce dernier veut fuir Paris avec Eva. Il nie s'appeler Chuck et connaître Serena. Blair, de son côté, a rendez-vous avec Louis. Serena lui annonce que Chuck s'était fait tirer dessus à Prague à cause de la bague qu'il comptait lui offrir. Le corps retrouvé dans la Seine était celui d'un des voleurs. Blair accepte alors de ne pas se rendre au bal avec Louis pour convaincre Chuck de ne pas fuir avec une nouvelle identité. Chuck décide donc de rentrer à New York, avec Eva.

### Épisode 3:S&B: une clé pour deux
- États-Unis : 27 septembre 2010
- Québec : 13 septembre 2011 sur VRAK.TV
- France : 4 janvier 2012 sur TF6

- États-Unis : 1,78 million de téléspectateurs[11] (première diffusion)

- David Call (Ben)
- Katie Cassidy (Juliet Sharp)
- Connor Paolo (Eric van der Woodsen)
- Clémence Poésy (Eva)
- Amanda Setton (Penelope Shafai)
- Zuzanna Szadkowski (Dorota Kishlovsky)
- Michelle Trachtenberg (Georgina Sparks)

C'est la rentrée et tandis que Blair intègre la maison Hamilton grâce à Juliet Sharp, Serena est laissée pour compte. Lorsque Serena demande des explications à Juliet sur sa non-intégration à la maison Hamilton, elle répond que c'est parce que Blair a dévoilé que Serena avait tourné une vidéo pornographique. Cependant, Serena et Blair comprennent qu'il s'agit d'un plan mis au point par Juliet et que Serena avait bien été choisie par le comité d'anciens élèves pour faire partie de la maison Hamilton. Serena emménage ensuite avec Blair.
Chuck retrouve Lily qui l'invite à la Fashion Night avec Eva. Avant la Fashion Night, Eric dit à Rufus que Chuck ne mérite pas de seconde chance et qu'il a essayé d'abuser de Jenny en première année. Chuck avoue alors toute la vérité sur son passé à Eva durant la soirée et cette dernière lui pardonne.

### Épisode 4:L'Ange de Chuck
- États-Unis : 4 octobre 2010
- Québec : 20 septembre 2011 sur VRAK.TV
- France : 5 janvier 2012 sur TF6

- États-Unis : 2,00 millions de téléspectateurs[12] (première diffusion)

- Katie Cassidy (Juliet Sharp)
- Clémence Poésy (Eva Coupeau)
- Zuzanna Szadkowski (Dorota Kishlovsky)

Chuck fait plusieurs dons à des œuvres de charité, sous l'influence d'Eva. Nate suspecte Juliet de voir quelqu'un d'autre. Rufus, Lily et Vanessa s'inquiètent pour Dan après le départ de Milo. Dan prétend ensuite passer la journée avec Nate mais se rend chez Serena. Tous les deux font des recherches pour Blair et découvrent qu'Eva était prostituée à Prague. Dan en parle ensuite à Nate qui l'annonce à Chuck. Vanessa, elle, découvre que Dan lui a menti.
Le soir, Chuck organise un gala de charité. Lorsque Blair s'apprête à lui révéler le passé d'Eva, Chuck lui dit qu'il est déjà au courant et qu'il s'en moque. Dan se rend au gala avec Serena et ils y rencontrent Vanessa. Chuck fait un don de cinq millions de dollars à la fondation Eva Coupeau. Blair annonce ensuite à Chuck qu'elle a trouvé son passeport dans la valise d'Eva, qui était censé avoir été volé lorsqu'il s'est fait tirer dessus (ce passeport a en fait été donné à un employé de Chuck par Lily, que Blair a pris). Chuck s'explique avec Eva mais elle ne dément pas ; Chuck lui demande de partir avec les affaires qu'elle avait quand elle est arrivée. Quelques instants plus tard, Lily lui parle du passeport et Chuck se rend compte de son erreur. Eva souhaite tout de même le quitter car il a cru en la version de Blair, mais pas la sienne.

### Épisode 5:B&C: début de l'offensive
- États-Unis : 11 octobre 2010
- Québec : 27 septembre 2011 sur VRAK.TV
- France : 6 janvier 2012 sur TF6

- États-Unis : 1,78 million de téléspectateurs[13] (première diffusion)

- Jayne Atkinson
- Marlyne Barrett (Martha Chamberlain)
- David Call (Ben Sharp)
- Katie Cassidy (Juliet Sharp)
- Sam Page (Colin)
- Zuzanna Szadkowski (Dorota Kishlovsky)

Juliet souhaite toujours anéantir Serena pour venger Ben et pour cela, elle veut faire expulser Serena de Columbia. Elle lance une rumeur sur Gossip Girl selon laquelle Serena serait porteuse d'une MST et elle convainc Nate de faire un test. Dan l'accompagne et Vanessa pense alors qu'il a eu des rapports récents avec Serena. Juliet conseille donc Vanessa de voler le téléphone portable de Serena pour vérifier dans ses e-mails. Une fois ses doutes écartés, Juliet utilise à son tour le portable de Serena. Elle envoie un message à un professeur où « elle offre du sexe en échange de bonnes notes » et Serena est sur le point d'être expulsée. Vanessa veut alors dire la vérité sur ce qui s'est passé mais cela se retourne contre elle lorsque Juliet glisse le portable de Serena dans son sac.

### Épisode 6:Le Retour de Jenny
- États-Unis : 25 octobre 2010
- Québec : 4 octobre 2011 sur VRAK.TV
- France : 9 janvier 2012 sur TF6

- États-Unis : 1,88 million de téléspectateurs[14] (première diffusion)

- David Call (Ben Sharp)
- Katie Cassidy (Juliet Sharp)
- Sam Page (Colin Forrester)
- Connor Paolo (Eric van der Woodsen)
- Sam Robards (Howie "The Captain" Archibald)
- Aaron Schwartz (Vanya)
- Amanda Setton (Penelope Shafai)

Nate, souhaitant rendre visite à son père, découvre que Juliet se rend également en prison. Elle lui dit qu'elle y donne des cours d'alphabétisation. Juliet dit plus tard à son frère qu'elle souhaite dire la vérité à Nate mais il s'attaque au père de Nate en guise d'avertissement.
Serena découvre que Colin, un homme avec qui elle a passé la nuit, est son nouveau professeur de psychologie des affaires. Elle décide alors d'abandonner son cours pour pouvoir être avec lui. Elle revient cependant sur sa décision et elle est prête à attendre sept semaines.

### Épisode 7:B&C: L'Art de la Guerre
- États-Unis : 1er novembre 2010
- Québec : 11 octobre 2011 sur VRAK.TV
- France : 10 janvier 2012 sur TF6

- États-Unis : 1,82 million de téléspectateurs[15] (première diffusion)

- Jayne Atkinson (doyenne Reuther)
- David Call (Ben Sharp)
- Katie Cassidy (Juliet Sharp)
- Margaret Colin (Eleanor Waldorf)
- Sam Page (Colin Forrester)
- Connor Paolo (Eric van der Woodsen)
- Zuzanna Szadkowski (Dorota)
- Amanda Setton (Penelope Shafai)
- Savannah Wise

Serena et Nate poussent Chuck et Blair à signer un traité de paix officiel. Dan souhaiterait que Jenny soit présente pour l'anniversaire de mariage de Rufus et Lily mais étant mise en quarantaine par Blair, elle ne peut pas revenir. Dan prend alors le traité dans la chambre de Nate et découvre que Blair figure dans une vidéo où elle chante ivre.
Blair organise une soirée pour son anniversaire. Lors de cette soirée, Blair et Nate découvrent que Juliet et Colin se connaissent et concluent que Juliet sort avec Colin. Nate croit alors que Colin est Ben. Il demande des explications et Juliet lui dit que Colin est son cousin.

### Épisode 8:Tous pour S!
- États-Unis : 8 novembre 2010
- Québec : 18 octobre 2011 sur VRAK.TV
- France : 11 janvier 2012 sur TF6

- États-Unis : 1,78 million de téléspectateurs[16] (première diffusion)

- Jayne Atkinson (doyenne Reuther)
- Katie Cassidy (Juliet Sharp)
- Sam Page (Colin Forrester)
- Zuzanna Szadkowski (Dorota)

Nate découvre que Juliet a également menti au sujet d'où elle habite et propose à Vanessa de l'aider à découvrir ce qu'elle cache. Pendant que Nate discute avec Juliet et lui demande des explications, Vanessa s'introduit dans l'appartement de Juliet. Elle découvre que Serena a une liaison avec Colin.
Blair et Chuck n'arrêtent plus de faire l'amour. Ils décident d'arrêter et pour cela, Blair pense que le meilleur moyen est d'éviter Chuck tandis que ce dernier pense que le meilleur moyen est de faire une « overdose de sexe ».
Dan découvre que Serena a une liaison avec Colin et lui dit que s'il tenait vraiment à elle, il démissionnerait pour qu'ils puissent vivre leur amour au grand jour.
Vanessa et Juliet informent la doyenne Reuther que Colin et Serena ont eu des rapports ensemble mais Blair détruit les preuves et se fait passer pour celle qui a une liaison avec Colin. Colin annonce ensuite à Juliet que comme son frère Ben, elle est comme morte pour lui.Serena rompt alors avec Colin bien que ce dernier décide finalement de quitter Columbia.

### Épisode 9:Les J en embuscade
- États-Unis : 15 novembre 2010
- Québec : 25 octobre 2011 sur VRAK.TV
- France : 12 janvier 2012 sur TF6

- États-Unis : 1,69 million de téléspectateurs[17] (première diffusion)

- Jayne Atkinson (doyenne Reuther)
- Katie Cassidy (Juliet Sharp)
- Luke Kleintank (Elliot)
- Connor Paolo (Eric Van der Woodsen)
- Deanna Russo (K.C. Cunningham)
- Francie Swift (Anne Archibald)
- Zuzanna Szadkowski (Dorota)

Blair et Chuck ne doivent plus sortir ensemble s'ils veulent que tout fonctionne au niveau professionnel. En effet, Anne Archibald ne veut pas que le nouveau visage de sa fondation, Blair, soit associé à Chuck tandis que Chuck doit retrouver une mauvaise réputation pour les affaires de l’Empire.
Dan et Nate invitent tous deux Serena à un rendez-vous et Jenny, qui a usurpé la carte SIM du téléphone de Serena pour se faire passer pour elle, accepte pour qu'ils croient que Serena leur a posé un lapin. Juliet, quant à elle, dit à Lily qu'elle pourrait faire exclure définitivement Serena de Columbia en dénonçant une autre liaison que Serena a eu lorsqu'elle était en pensionnat, et reçoit de l'argent en échange de son silence.
Chuck organise un bal masqué sur le thème des saints et des pêcheurs. Lors du bal, Juliet se fait passer pour Serena et embrasse Dan et Nate. Les photos sont alors postées sur Gossip Girl. Jenny, elle aussi déguisée en Serena, pousse également Chuck et Blair à vivre leur amour au grand jour, sous les yeux de Anne et K.C., la conseillère de Chuck. Anne annonce alors à Blair qu'elle ne souhaite pas qu'elle représente la fondation, et qu'il en est de même pour Serena, dont Vanessa avait posté la candidature à son insu. Blair décide alors de mettre entre parenthèses sa relation avec Chuck.
- Le titre original de l'épisode fait référence au film Les Sorcières d'Eastwick (The Witches of Eastwick), sorti en 1987.
- Pendant le bal, on entend la chanson « Make Me Wanna Die », de Taylor Momsen, l'interprète de Jenny Humphrey.

### Épisode 10:S.O.S.
- États-Unis : 29 novembre 2010
- Québec : 1er novembre 2011 sur VRAK.TV
- France : 13 janvier 2012 sur TF6

- États-Unis : 1,96 million de téléspectateurs[18] (première diffusion)

- David Call (Ben Sharp)
- Katie Cassidy (Juliet Sharp)
- Connor Paolo (Eric Van der Woodsen)
- Sam Robards (Howie "The Captain" Archibald)
- Francie Swift (Anne Archibald)
- Zuzanna Szadkowski (Dorota)
- Stacey Yen (Dr Keller)
- Dan Ziskie (Mr Stahl, l'avocat des Archibald)

Serena se réveille dans une chambre d'hôtel, entourée d'alcool et de médicaments. Ne sachant pas où elle se trouve ni comment elle y est arrivée, elle demande de l'aide et elle est emmenée à l'hôpital. Lily la fait interner au centre Ostroff mais Serena refuse d'admettre son overdose. Dan est le seul à croire Serena. Blair, Eric et Lily disent reconnaitre l'ancienne Serena.
Dan l'aide à s'enfuir du centre mais ils sont retrouvés par Lily et Blair dans l'ancien appartement de Rufus. Lorsque Blair voit sur Gossip Girl la photo d'une fille blonde censée être Serena en train de se droguer, Serena décide de retourner au centre.
Jenny va voir Blair. Elle lui avoue que Juliet a embrassé Nate et Dan, que Vanessa a envoyé la candidature à la mère de Nate, et que c'est elle-même qui a fait démasquer la relation Chuck/Blair. Elle lui apprend également que Juliet a drogué Serena, et qu'elle s'est enfuie.

### Épisode 11:B & D en mission
- États-Unis : 6 décembre 2010
- Québec : 8 novembre 2011 sur VRAK.TV
- France : 16 janvier 2012 sur TF6

- États-Unis : 2,06 millions de téléspectateurs[19] (première diffusion)

- David Call (Ben Donovan)
- Katie Cassidy (Juliet Sharp)
- Connor Paolo (Eric Van der Woodsen)
- Sam Robards (Howie « The Captain » Archibald)
- Francie Swift (Anne Archibald)
- Kevin Zegers (Damien Dalgaard)
- Marsha Dietlein Bennett (en) (la mère de Juliet et Ben)
- Richard Joseph Paul
- Thomas Schall
- Amanda Mason Warren

Dan et Blair se rendent à Cornwall, dans le Connecticut, retrouver Juliet. À l'adresse que leur a indiqué Gossip Girl, ils rencontrent Damien Dalgaard. Il leur annonce qu'il a vendu à Juliet de la coke, des pilules et de l'éther. Tous les trois se rendent chez Juliet et sont accueillis par sa mère. Ils apprennent que Ben était professeur mais qu'il s'était fait virer car accusé d'avoir couché avec une étudiante, Serena. Juliet les ayant aperçu à Cornwall souhaite mettre un terme à son plan en s'en prenant directement à Serena, malgré les protestations de Ben. Ben demande alors à Nate, qui a rendu visite à son père en prison, de s'assurer qu'elle va bien.

### Épisode 12:Ligués contre L
- États-Unis : 24 janvier 2011
- Québec : 15 novembre 2011 sur VRAK.TV
- France : 17 janvier 2012 sur TF6

- États-Unis : 1,58 million de téléspectateurs[20] (première diffusion)

- Michael Boatman (Russell Thorpe)
- David Call (Ben Donovan)
- Margaret Colin (Eleanor Waldorf)
- Connor Paolo (Eric Van der Woodsen)
- Sam Robards (Howie "The Captain" Archibald)
- Amanda Setton (Penelope Shafai)
- Tika Sumpter (Raina Thorpe)
- Zuzanna Szadkowski (Dorota)

Chuck souhaite l'aide de Russell Thorpe, un ancien associé de son père, pour empêcher la vente de Bass Industries. Avec Serena, ils parviennent à trouver le document falsifié accusant Ben Donovan et souhaitent faire chanter Lily. Lily annonce à Chuck qu'elle souhaite vendre Bass Industries uniquement parce que l'entreprise a des problèmes et que l'argent récolté permettrait à Chuck de construire son futur. Chuck apprend également que l'acheteur serait Russell Thorpe.
Blair souhaite être une femme de pouvoir. Sachant que sa mère va rencontrer Indra Nooyi pour lui présenter une robe, elle prétend vouloir faire un stage pour la suivre mais Eleanor lui demande à la place de présenter une robe à Patti Blagojevich (en). Blair avance alors le rendez-vous avec Indra Nooyi et prend la robe pour lui présenter elle-même. Cependant, Elanor découvre ses intentions à temps. Blair lui annonce qu'elle ne souhaite pas suivre ses pas. Dan lui rappelle qu'elle est une dictatrice du goût et Eleanor lui conseille donc le métier d'« éditrice d'un grand magazine de mode ».
Lors d'une fête organisée par Russell Thorpe, Chuck apprend que ce n'est pas lui le futur acheteur de Bass Industries. Serena lui annonce également qu'elle a appris que Lily a falsifié à nouveau sa signature sur un document disculpant le juge responsable de la condamnation de Ben Donovan. Lorsque Dan, qui a raté son rendez-vous avec un agent pour un stage à cause de Serena, demande à cette dernière de choisir entre l'accompagner pour essayer d'avoir un autre rendez-vous ou se venger en donnant le document falsifié à un journaliste, Serena choisit la vengeance. Cependant Dan a échangé les documents et c'est la lettre de motivation de Dan que Serena donne au journaliste. Serena apprend plus tard que Lily a finalement permis la libération de Ben grâce au juge.

### Épisode 13:B & D: Victimes de la mode
- États-Unis : 31 janvier 2011
- Québec : 22 novembre 2011 sur VRAK.TV
- France : 18 janvier 2012 sur TF6

- États-Unis : 1,51 million de téléspectateurs[21] (première diffusion)

- Michael Boatman (Russell Thorpe)
- David Call (Ben Donovan)
- Matt Doyle (Jonathan Whitney)
- Caitlin Fitzgerald (Epperly Lawrence)
- Jay McInerney
- Connor Paolo (Eric van der Woodsen)
- Sam Robards (Howard Archibald)
- Tika Sumpter (Raina Thorpe)
- Kevin Zegers (Damien Dalgaard)

Blair, qui croyait être la seule stagiaire du magazine W, découvre qu'il y a en fait cinq autres stagiaires dont Dan. Leur rivalité finit par causer leur renvoi mais Dan parvient à faire réintégrer Blair quand il apprend combien ce stage lui tenait à cœur.
Serena découvre où Ben vit depuis sa remise en liberté. Elle découvre également que sa mère a essayé de payer Ben pour qu'il quitte la ville. Ben révèle à Serena qu'il a aperçu Damien avec Eric. Ce dernier avoue lui avoir acheté des drogues et Ben l'encourage à ne plus revoir Damien. Après cela, Rufus propose à Ben d'emménager dans son loft.

### Épisode 14:La Guerre des colocs
- États-Unis : 7 février 2011
- Québec : 29 novembre 2011 sur VRAK.TV
- France :

- États-Unis : 1,62 million de téléspectateurs[22] (première diffusion)

- Michael Boatman (Russell Thorpe)
- David Call (Ben Donovan)
- Mark Dobies (agent de probation)
- Caitlin Fitzgerald (Epperly Lawrence)
- Jennifer Missoni (Donna)
- Connor Paolo (Eric van der Woodsen)
- Tika Sumpter (Raina Thorpe)
- Kevin Zegers (Damien Dalgaard)

Dan est contraint de vivre en colocation avec Ben. Eric l'informe qu'il a menacé un de ses amis mais quand Dan apprend qu'il s'agit de Damien, il renonce à une alliance pour prouver que Ben est dangereux jusqu'à ce qu'il découvre que Ben est toujours en contact avec Juliet.
Blair a besoin de l'aide de Chuck pour qu'Epperly, sa patronne, stressée par la fashion week, lui fasse un bon bilan de performance. Pour cela, elle souhaite qu'elle ait un rapport avec Nate. De son côté, Chuck a besoin de l'aide de Blair pour que Raina tombe amoureuse de lui et l'aide à rester propriétaire du Palace.
Blair convainc Epperly de se rendre à la soirée organisée par W au Palace dont elle est responsable. Chuck convainc également Raina de s'y rendre tandis qu'un vote sur le rachat de Bass Industries se déroule à Thorpe Interprises. Russell Thorpe informe alors sa fille que Chuck était au courant de la date de ce vote. Raina donne cependant une seconde chance à Chuck. De son côté, Epperly a rencontré à la fête un ancien amant et décide de démissionner pour partir à Bali avec lui. Elle a alors recommandé Blair pour qu'elle la remplace.

### Épisode 15:Le massacre de la St Valentin
- États-Unis : 14 février 2011
- Québec : 6 décembre 2011 sur VRAK.TV
- France :

- États-Unis : 1,32 million de téléspectateurs[23] (première diffusion)

- Michael Boatman (Russell Thorpe)
- David Call (Ben Donovan)
- Jennifer Missoni (Donna)
- Connor Paolo (Eric van der Woodsen)
- Sam Robards (Howard Archibald)
- Tika Sumpter (Raina Thorpe)
- Kevin Zegers (Damien Dalgaard)

Une fois par mois, le magazine pour lequel Blair travaille va suivre une « It-Girl » et Blair propose alors Raina Thorpe. Cependant, lorsque Serena lui confie que Blair a toujours des sentiments pour Chuck et donc, que la suivre avec Chuck toute la journée le jour de la Saint Valentin la ferait souffrir, elle y renonce. Quand Blair le découvre, elle se venge en motivant Serena à aller à la soirée de Chuck où elle découvre que Ben travaille comme serveur (et ne fait pas de tutorat comme il le prétendait). Elle découvre plus tard que Serena avait raison sur les sentiments que Chuck éprouve pour Raina.

### Épisode 16:Joyeux anniversaire E!
- États-Unis : 21 février 2011
- Québec : 13 décembre 2011 sur VRAK.TV
- France

- États-Unis : 1,57 million de téléspectateurs[24] (première diffusion)

- Michael Boatman (Russell Thorpe)
- David Call (Ben Donovan)
- Jennifer Missoni (Donna)
- Connor Paolo (Eric van der Woodsen)
- Amanda Setton (Penelope Shafai)
- Tika Sumpter (Raina Thorpe)
- Zuzanna Szadkowski (Dorota Kishlovsky)
- Kevin Zegers (Damien Dalgaard)

Damien menace de raconter tout ce qu'il a appris sur Lily si Eric ne deale pas pour lui. Une suite d'événements entraine la perte de la drogue et Eric rembourse Damien par un chèque de 100 000 $. Ben menace ensuite Damien de le faire tuer par un ex-détenu s'il parle de Lily et Damien rend l'argent.
Pendant que Nate et Lily distraient respectivement Raina et Russell Thorpe, Chuck utilise les mots de passe de Russell que Howard Archibald lui avait donné et découvre l'identité de l'investisseur. Il l'invite à la soirée organisée pour l'anniversaire d'Eric et lui parle des projets de Russell.
Blair n'a plus de stagiaires à diriger et surchargée de travail, elle demande l'aide de Dan. Blair finit par démissionner de son travail mais continue de se rapprocher de Dan.

### Épisode 17:B & D: Coming out?
- États-Unis : 28 février 2011
- Québec : 20 décembre 2011 sur VRAK.TV
- France

- États-Unis : 1,39 million de téléspectateurs[25] (première diffusion)

- William Baldwin (William Van der Woodsen)
- Michael Boatman (Russell Thorpe)
- David Call (Ben Donovan)
- Tika Sumpter (Raina Thorpe)
- Zuzanna Szadkowski (Dorota Kishlovsky)
- Marsha Dietlein Bennett (en) (Cynthia, la mère de Ben)
- Aaron Schwartz (Vanya)

Mme Sharp a volé la déclaration de Lily l'accusant d'avoir contrefait la signature de Serena et l'a donné à Russell Thorpe. Russell menace alors de faire emprisonner Lily si Chuck ne lui cède pas son entreprise. Lily annonce qu'elle a déjà appelé le procureur dix minutes auparavant pour se rendre. Russell explique ensuite à Chuck qu'il a souhaité détruire son héritage pour se venger de son père, responsable de la mort de sa femme dans un incendie. Russell retourne donc à Chicago.

### Épisode 18:Portrait de famille
- États-Unis : 18 avril 2011
- Québec : 10 janvier 2012 sur VRAK.TV
- France

- États-Unis : 1,43 million de téléspectateurs[26] (première diffusion)

- William Baldwin (William Van der Woodsen)
- Hugo Becker (Louis Grimaldi)
- Kaylee Defer (Charlie Rhodes, la fille de Carol)
- Caitlin Fitzgerald (Epperly Lawrence)
- Sheila Kelley (Carol Rhodes, la sœur de Lily)
- Caroline Lagerfelt (Celia Rhodes, la mère de Lily)
- Connor Paolo (Eric van der Woodsen)
- Tika Sumpter (Raina Thorpe)
- Zuzanna Szadkowski (Dorota Kishlovsky)

Lily attend la sentence du tribunal. Elle est invitée à un photo shoot pour la famille Rhodes. Pour l'occasion, sa mère a fait venir sa sœur Carol. Charlie, la fille de Carol, est également venue à New York sans l'approbation de sa mère.
Blair est très perturbée par son baiser avec Dan, une expérience qui a changé sa vie. Dan découvre qu'il a le béguin pour Blair, mais ce baiser a permis à Blair de réaliser qu'elle aime Chuck. Chuck apprend que Blair a embrassé Dan, et entreprend de lui faire comprendre qu'ils ne sont pas du même monde. Vanessa est de retour et révèle la vérité sur ce qui s'est passé entre Blair et Dan.

### Épisode 19:La Vie en rose
- États-Unis : 25 avril 2011
- Québec : 17 janvier 2012 sur VRAK.TV
- France

- États-Unis : 1,55 million de téléspectateurs[27] (première diffusion)

- Hugo Becker (Louis Grimaldi)
- Kaylee Defer (Charlie Rhodes)
- Connor Paolo (Eric van der Woodsen)
- Tika Sumpter (Raina Thorpe)
- Francie Swift (Anne Archibald)
- Zuzanna Szadkowski (Dorota Kishlovsky)
- Amanda Setton (Penelope Shafai)
- Kevin Stapleton (Andrew Tyler)

### Épisode 20:Il était une fois
- États-Unis : 2 mai 2011
- Québec : 24 janvier 2012 sur VRAK.TV
- France

- États-Unis : 1,27 million de téléspectateurs[28] (première diffusion)

- Hugo Becker (Louis Grimaldi)
- Kaylee Defer (Charlie Rhodes)
- Connor Paolo (Eric van der Woodsen)
- Kevin Stapleton (Andrew Tyler)
- Tika Sumpter (Raina Thorpe)
- Zuzanna Szadkowski (Dorota Kishlovsky)
- Joanne Whalley (Princesse Sophie)

Raina souhaite toujours retrouver sa mère tandis que Chuck apprend que la mère de Raina a mis fin avec sa relation avec Bart Bass la veille de l'incendie. Quand il en informe Nate, ce dernier le répète à Raina qui lui demande de faire un choix entre elle et son amitié pour Chuck.
Serena fait son possible pour mettre un terme à la relation entre Louis et Blair jusqu'à ce qu'elle réalise combien Blair est heureuse avec lui. Cependant, lors d'une soirée organisée par la mère de Louis, Chuck débarque, saoul, pour qu'elle revienne avec lui. Plus tard, Louis retourne voir Blair et la demande en mariage.
Blair retourne voir Chuck pour lui demander pourquoi il a agi de la sorte. Même si celui-ci veut qu'elle revienne, elle met au clair leur relation et lui avoue qu'elle s'est fiancée avec Louis. Chuck est fou de rage et allait s'en prendre à elle, mais Blair a réussi à s'enfuir. Nate, qui a assisté à la scène, se rend compte que son ami a changé et finit par choisir Raina.

### Épisode 21:Mauvaise passe pour les Bass
- États-Unis : 9 mai 2011
- Québec : 31 janvier 2012 sur VRAK.TV
- France

- États-Unis : 1,20 million de téléspectateurs[29] (première diffusion)

- Hugo Becker (Louis Grimaldi)
- Michael Boatman (Russell Thorpe)
- Margaret Colin (Eleanor Waldorf)
- Kaylee Defer (Charlie Rhodes)
- Desmond Harrington (Jack Bass)
- Wallace Shawn (Cyrus Rose)
- Tika Sumpter (Raina Thorpe)
- Joanne Whalley (Princesse Sophie)
- Nicole Fiscella (Isobel Coates)
- Amanda Setton (Penelope Shafai)
- Nan Zhang (Kati Farkas)

Raina fait appel à Jack Bass pour se venger de Chuck, pour lui avoir caché la mort de sa mère. Blair s'inquiète lorsqu'elle voit Jack et en avertit Chuck, mais elle est suivie par Louis qui a des doutes à son sujet. Alors que la princesse Sophie a enfin donné son aval pour leur relation lors de leur soirée de fiançailles, Louis lui demande de plus s'ouvrir à lui ou bien de rompre. Nate et Jack font croire qu'ils se retournent contre Chuck, mais finalement ils font alliance tous les trois. Ils montrent à Russell une vidéo prouvant qu'il est responsable de l'incendie et de la mort de sa femme. Chuck promet de ne rien dire à Raina mais Nate avoue tout lorsqu'elle dit vouloir toujours se venger de Chuck. Durant les fiançailles, Serena se rend compte que Charlie s'est habillé exactement comme elle lors du bal des débutantes (saison 1 épisode 10) et veut lui faire remarquer, mais Charlie nie tout et réussit à retourner Dan contre Serena. Pendant ce temps, Rufus découvre que Charlie a arrêté de prendre son traitement. En plus, alors que Dan et Charlie s'apprêtait à coucher ensemble, elle lui demande de l'appeler Serena. Dan est troublé, et décide d'arrêter ce qu'ils avaient commencé.
 

### Épisode 22:B: Le Conte de fée
- États-Unis : 16 mai 2011
- Québec : 7 février 2012 sur VRAK.TV
- France

- États-Unis : 1,36 million de téléspectateurs[30] (première diffusion)

- Hugo Becker (Louis Grimaldi)
- Michael Boatman (Russell Thorpe)
- Margaret Colin (Eleanor Waldorf)
- Kaylee Defer (Charlie Rhodes)
- Sheila Kelley (Carol Rhodes, la sœur de Lily)
- Jan Maxwell (directrice Queller)
- Connor Paolo (Eric van der Woodsen)
- Ethan Peck (Patrick)
- Tika Sumpter (Raina Thorpe)
- Zuzanna Szadkowski (Dorota Kishlovsky)
- Michelle Trachtenberg (Georgina Sparks)
- Joanne Whalley (Princesse Sophie)
- Nick Cornish (Phil)
- Nicole Fiscella (Isabel Coates)
- Nan Zhang (Kati Farkas)

Russell s’apprêtait à mettre le feu à l'immeuble de Chuck après y avoir allumé le gaz et gardé Blair enfermée avec lui dans une pièce. Chuck, accompagné de Raina et Nate, arrive cependant à temps. Russell est arrêté et Raina souhaite retourner vivre à Chicago. Chuck et Blair se rendent ensuite à une bar Mitzvah. Après cela, Blair souhaite rompre avec Louis car elle est toujours amoureuse de Chuck mais Chuck la devance en donnant sa bénédiction pour le mariage et Blair dit à Chuck "Je t'aimerai toujours" qui lui retorque. À la soirée de Constance, Georgina fait son grand retour et apporte son aide à Charlie, à défaut de pouvoir l’apporter à Serena.